# 開路測試

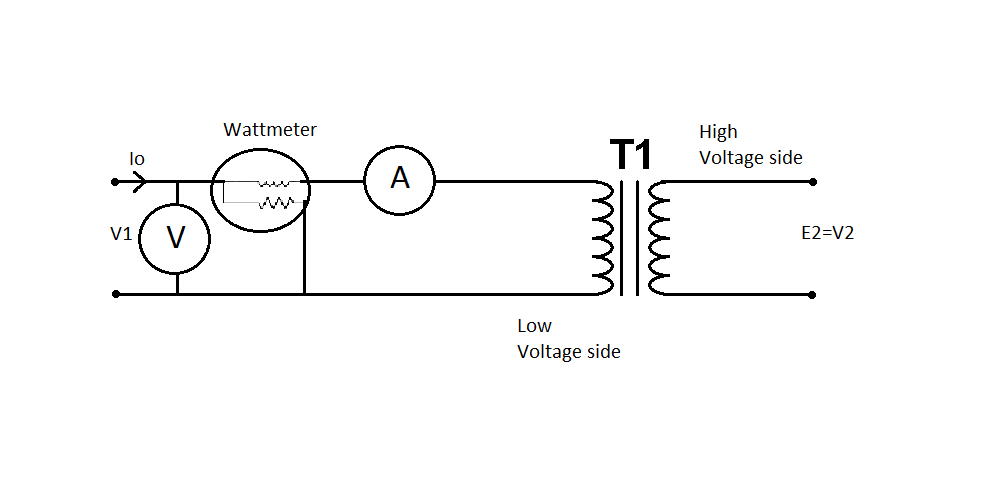
開路測試的電路示意圖

變壓器的開路測試（open-circuit test）也稱為無載測試（no-load test），是在電機工程中量測變壓器激磁電路無載阻抗的方式之一。
右側是開路測試的電路示意圖，電路圖的右側是開路，表示無載，而激磁相關電路未在示意圖中繪出。
感應馬達也有類似的無載測試，可以量測定子電感。

## 測試方式
測試方式是讓變壓器的二次側開路。將瓦特計接在一次側，安培計和一次側繞組串聯。因為在一次側給電壓時，所給的電壓就是一次側繞組的電壓，電壓計是選配的，可以省略。會在一次側給額定電壓。
若所給的電壓是額定電壓，變壓器會建立其額定的磁通。而鐵芯的鐵損是電壓的函數，因此也會得到鐵損的定值。鐵損在額定電壓時最大，因此瓦特計可以量到最大鐵損。變壓器串聯繞組的阻抗遠小於其激磁電路的阻抗，因此輸入電壓會加在激磁電路上，因此瓦特計只量到鐵損。此測試只量測的到包括磁滯損及渦電流損的和，磁滯損小於渦電流損，但沒有小到可以忽略的程度。若給變壓器不同的電壓，可以將這兩種損失區分出來，因為磁滯損和頻率之間有線性關係，渦電流損和頻率的平方成正比。
因為二次側是開路，一次側只流過無載電流，而銅損和電流平方成正比。一次側電流很小，因銅損也非常的小，可以忽略。二次側沒有電流，因二次側銅損為零。
二次側是開路，沒有負載，因此在此近似下，沒有能量從一次側流到二次側，二次側的電流也可以忽略。因此二次側電流也不會建立磁場，一次側也不會產生感應電流。因此可以省略其串聯阻抗，因為假設沒有電流會由此阻抗通過。
等效電路中會用並聯的元件來表示鐵損。鐵損是因為磁通的方向變化以及渦電流損所造成。渦電流是因為變換磁通在鐵芯上感應的電流。等效電路中的串聯電路是表示因為繞組電阻造成的損失。
量測一次繞組的電流、電壓及功率可以計算导纳及功率因数。變壓器的串聯阻抗可以用短路測試來量測。

## 計算
假設電流{\displaystyle \mathbf {I_{0}} }很小，而{\displaystyle \mathbf {W} }為瓦特計讀值，可得：
{\displaystyle \mathbf {W} =\mathbf {V_{1}} \mathbf {I_{0}} \cos \phi _{0}}
可以重寫公式為
{\displaystyle \cos \phi _{0}={\frac {\mathbf {W} }{\mathbf {V_{1}} \mathbf {I_{0}} }}}
因此
{\displaystyle \mathbf {I_{m}} =\mathbf {I_{0}} \sin \phi _{0}}
{\displaystyle \mathbf {I_{w}} =\mathbf {I_{0}} \cos \phi _{0}}

### 阻抗
利用上述公式，可以計算{\displaystyle \mathbf {X_{0}} }及{\displaystyle \mathbf {R_{0}} }為
{\displaystyle \mathbf {X_{0}} ={\frac {\mathbf {V_{1}} }{\mathbf {I_{m}} }}}
{\displaystyle \mathbf {R_{0}} ={\frac {\mathbf {V_{1}} }{\mathbf {I_{w}} }}}
因此 (此部份為錯誤，由於Xo 及Ro為並聯，阻抗Z應為V除Io)
{\displaystyle \mathbf {Z_{0}} ={\sqrt {\mathbf {R_{0}} ^{2}+\mathbf {X_{0}} ^{2}}}}
or
{\displaystyle \mathbf {Z_{0}} =\mathbf {R_{0}} +\mathbf {j} \mathbf {X_{0}} }
(以上為錯誤部份)

### 导纳
导纳是阻抗的倒數，因此
{\displaystyle \mathbf {Y_{0}} ={\frac {1}{\mathbf {Z_{0}} }}}
電導{\displaystyle \mathbf {G_{0}} }為
{\displaystyle \mathbf {G_{0}} ={\frac {\mathbf {W} }{\mathbf {V_{1}} ^{2}}}}
電纳為
{\displaystyle \mathbf {B_{0}} ={\sqrt {\mathbf {Y_{0}} ^{2}-\mathbf {G_{0}} ^{2}}}}
或
{\displaystyle \mathbf {Y_{0}} =\mathbf {G_{0}} +\mathbf {j} \mathbf {B_{0}} }

此處

{\displaystyle \mathbf {W} }為瓦特計讀值

{\displaystyle \mathbf {V_{1}} }為一次側所給電壓

{\displaystyle \mathbf {I_{0}} }為無載電流

{\displaystyle \mathbf {I_{m}} }為無載電流的激磁成份

{\displaystyle \mathbf {I_{w}} }為無載電流的銅損成份

{\displaystyle \mathbf {Z_{0}} }為激磁阻抗

{\displaystyle \mathbf {Y_{0}} }為激磁导纳